# Гаризим
Гаризим (на иврит: הר ריזים; на арабски: جبل جرزيم) е планина в Палестина.
Огражда от юг долината, в която е разположен град Наблус. Най-голямата ѝ надморска височина е 881 метра и е една от най-високите части на Западния бряг. Планината се споменава неколкократно в Библията и е свещена за самаряните, които смятат, че именно тя, а не Храмовия хълм в Йерусалим е избраното от Яхве място на свещения храм.